# Marie-Rose Morel
Marie-Rose Morel (Anversa, 26 agosto 1972 – Wilrijk, 8 febbraio 2011) è stata una politica belga, membro prima della Nuova Alleanza Fiamminga, poi del Vlaams Belang e deputata fiamminga.

## Biografia
Nata ad Anversa da una famiglia cattolica, Marie-Rose Morel si laureò in storia. Ricevette il titolo di "Aardbeiprinses" ("Principessa delle fragole") nel 1992 e in seguito quello di Miss Vlaanderen (Miss Fiandre) nel 1993.
Nel novembre 2009, Marie-Rose Morel non venne eletta vicepresidente del partito. Sostenne di aver vissuto gli ultimi anni nel Vlaams Belang come un "Calvario", con molti scontri avuti con Filip Dewinter. Nel novembre 2009, lasciò l'organo direttivo del partito, seguita da Frank Vanhecke, per ragioni che, secondo alcuni analisti, erano dovute principalmente alle ambizioni personali deludenti.
Nel maggio 2010, rifiutò la richiesta dell'ultimo minuto di essere inserita nell'elenco dei candidati del partito per le Fiandre Occidentali, quando in precedenza le era stato detto che il Vlaams Belang avrebbe fatto a meno di ciò.
Dopo Karim Van Overmeire, Marie-Rose Morel lasciò il partito di estrema destra il 16 luglio 2010. Il presidente del partito, Bruno Valkeniers affermò "capisco la sua decisione, ma la rimpiango" mentre lei spiegò di sentirsi molto più leggera a causa della sua scelta. Nel settembre 2010, Frank Vanhecke, quadro storico del partito, abbandonò i suoi mandati, prendendo la decisione di non apparire più in una lista elettorale a causa dei dissensi, per la corsa alla carica di presidente.

### Vita privata
Sposò Frank Vanhecke l'8 gennaio 2011, esattamente un mese prima della sua morte. Era madre di due bambini.

### Malattia
Nel 2008 gli fu diagnosticato un cancro uterino e la sera dell'8 febbraio 2011 morì presso l'ospedale Sint-Augustinus di Wilrijk.